# Я — Сем
Я — Сем (англ. I Am Sam) — американська кінодрама Джессі Нельсона, головні ролі в якій виконали Шон Пенн, Мішель Пфайфер та Дакота Феннінг. Кінофільм було презентовано 3 грудня 2001 року в США.

## Сюжет
Сем Доусон — чоловік із затримкою інтелектуального розвитку. Він самотужки виховує свою доньку Люсі Даймонд (назвав на честь пісні «Бітлз», фанатом якої він є). В цьому чоловікові допомагають сусідка Енні та його друзі.
Коли наближався сьомий день народження Люсі, вона стала перейматися через те, що стане розумнішою за батька, тому не хотіла вчитися. У комітеті з догляду за дитиною вирішили розлучити Сема й Люсі. Доусон у довіднику знайшов адресу успішного адвоката — Ріти Гаррісон Вільямс. Звісно, йому було не по кишені звернутися до Ріти, та жінка захотіла довести своїм співробітницям, що може працювати не тільки задля великого гонорару.
Тепер Люсі могла бачити батька тільки двічі на тиждень. Якось вона вирішила підмовити батька втекти з міста й почати нове життя. Це тільки додало неприємностей Семові — суддя гадав, що це чоловік викрав доньку. Незважаючи на допомогу адвоката й те, що сама Люсі більш за все хотіла б повернутися до рідного тата («Все, що мені потрібно — це любов», — сказала вона судді), її віддали родині Капентерів.
Сем гадав, що більше не потрібен доньці — у новій родині їй буде значно краще. Переконати його прийшла Ріта, яка потоваришувала з Доусоном. Сем заперечив їй — жінка ідеальна, тому ніколи не зрозуміє, як це — коли в тебе нічого не виходить. Ріта довела йому, що Сем — не єдина людина, що страждає у світі, та він має покласти всі сили на досягненні мети.
Доусон почав більше працювати, оселився поруч із Люсі. Дізнавшись про це, дівчинка вночі тікала до батька. Зрештою, місіс Капентер зрозуміла, що не зможе дати дівчинці більше, ніж рідний тато, тому підтримала Сема на суді. Люсі повернулася до Сема.

## У ролях
- Шон Пенн — Сем Доусон;
- Мішель Пфайфер — Ріта Гаррісон Вільямс;— адвокат;
- Дакота Феннінг — Люсі Даймонд Доусон 
  - Ель Феннінг — 2-річна Люсі
- Даян Віст — Енні Кассел — сусідка Сема;
- Лоретта Дівайн — Маргарет Келгров;
- Річард Шифф — містер Тернер;
- Лора Дерн — Ренді Капентер — опікун Люсі;
- Джозеф Розенберг — Джо;
- Стенлі ДеСантіс — Роберт

## Саундтрек

### Композиції
Авторство пісень належить дуетові Леннон-Маккартні.
| #   | Назва                                                | Тривалість |
| --- | ---------------------------------------------------- | ---------- |
| 1.  | «Two of Us - у виконанні Ейміі Манн та Майкла Пенна» | 3:30       |
| 2.  | «Blackbird - у виконанні Сари Маклахлан»             | 2:21       |
| 3.  | «Across the Universe - Руфус Вейнрайт»               | 4:08       |
| 4.  | «I'm Looking Through You - The Wallflowers»          | 2:39       |
| 5.  | «You've Got to Hide Your Love Away - Едді Веддер»    | 2:09       |
| 6.  | «Strawberry Fields Forever - Бен Харпер»             | 4:26       |
| 7.  | «Mother Nature's Son - Шеріл Кроу»                   | 2:42       |
| 8.  | «Golden Slumbers - Бен Фолдс»                        | 1:41       |
| 9.  | «I'm Only Sleeping - The Vines»                      | 3:05       |
| 10. | «Don't Let Me Down - Stereophonics»                  | 4:08       |
| 11. | «Lucy in the Sky with Diamonds - The Black Crowes»   | 3:50       |
| 12. | «Julia - Chocolate Genius»                           | 4:34       |
| 13. | «We Can Work It Out - Гітер Нова»                    | 2:15       |
| 14. | «Help! - Говард Дей»                                 | 3:33       |
| 15. | «Nowhere Man - Пол Вестерберг»                       | 3:29       |
| 16. | «Revolution - Grandaddy»                             | 3:02       |
| 17. | «Let It Be - Нік Кейв»                               | 3:30       |

## Касові збори
Касові збори становили $97,818,139 ($40,311,852 у США та $57,506,287 за кордоном).

## Кінокритика
На сайті Rotten Tomatoes кінофільм здобув рейтинг у 34% (49 схвальних відгуків та 94 негативних).. На сайті Metacritic оцінка фільму становить 28 зі 100.

## Нагороди та номінації

### Оскар
- Шон Пенн — найкращий актор (номінація)

### Премія Ґреммі
- Найкращий саундтрек (номінація)

### Нагорода Ласвегаської спілки кінокритиків (LVFCS)
- Дакота Феннінг — молодь у фільмі (нагорода)

### Американська гільдія продюсерів
- Продюсери кінофільму — Нагорода Стенлі Краммера (нагорода)

### Молодий актор (кінопремія)
- Найкраща сімейна кінодрама (нагорода);
- Дакота Фаннінг — Молода акторка до 10 років (нагорода)

## Факти
- Молодша сестра Дакоти Феннінг зіграла Люсі Даймонд у трирічному віці;
- Деякі сцени фільму (коли Сем у ресторані викрикує: «Спитайте Великого Боба!» чи епізод із собаками) — імпровізації Шона Пенна.[5]
- «Main Aisa Hi Hoon» — боллівудський фільм 2005 року із таким самим сюжетом[6]